# 快应用
快应用是中华人民共和国手机厂商研发并集成于手机操作系统的轻量级应用形式。

## 历史
2018年3月，华为、小米、OPPO、Vivo、联想、金立、魅族、中兴（努比亚）、一加宣布成立“快应用联盟”，联合推出快应用。次年3月20日在TEF·2019快应用开发者大会上，又宣布海信和中国移动新加入该联盟，扩充至共12家公司。
截至2019年底，快应用覆盖1亿设备，用户打开20亿次，创建了1亿个桌面图标；月活用户突破3亿，用户日均打开4次；共有2万个开发者注册，提交了1100个快应用。

## 特性
快应用具有无需下载、即点即用的特点。快应用拥有应用商店、全局搜索、浏览器、语音助手唤起等多个入口。
与微信小程序相比，快应用无需依赖任何基础软件平台即可运行。

## 开发
快应用采用前端技术栈开发，基于Node.js环境，使用hap-toolkit编译。快应用的视图采用MVC模式，其代码文件格式为.ux，包含template、script和style三个部分。一个快应用项目主要由manifest.json配置文件、app.ux文件和ux页面文件构成。

## 争议
由于快应用默认使用手机账号登录，未成年人可以使用家长手机直接进入游戏并充值，无需额外身份验证或人脸识别。这一漏洞引起家长担忧，认为破坏了国家对未成年人网络游戏的管控措施。虽然手机厂商辩称这是业内通行做法，且账号和手机使用者应为同一人，但法律专家指出第三方授权登录游戏时应进行复核验证，不应直接默认通过。